# RoadRunner Turbo Indy 300
RoadRunner Turbo Indy 300 — этап IRL IndyCar на трассе Kansas Speedway в городе Канзас-Сити штата Канзас, США.
Дебютное соревнование прошло в 2001 году.

## История
Первые 6 этапов прошли в начале июля, а с 2007 года этап сдвинут на конец апреля — начало мая. Официально это было сделано для большего удобства публики и участников, надеявшихся на более прохладную погоду в гоночный уик-энд. Соответственно гонка стала последним этапом серии перед 500 милями Индианаполиса.
Также соревнование 2007 года было любопытно тем, что впервые на одном этапе одной из главных северо-американских автогоночных серий соревновались сразу три дамы — Даника Патрик (финишировала 7-й), Сара Фишер (финишировала 12-й) и Милка Дуно (финишировала 14-й).

## Другие соревнования уик-энда
В уик-энд соревнования также входит этап третьей по значимости серии NASCAR — Camping World Truck Series.

## Победители прошлых лет

### Этапы IRL IndyCar
| Сезон              | Дата               | Победитель         | Шасси              | Двигатель          | Команда                | Отчёт              |
| Период IRL IndyCar | Период IRL IndyCar | Период IRL IndyCar | Период IRL IndyCar | Период IRL IndyCar | Период IRL IndyCar     | Период IRL IndyCar |
| ------------------ | ------------------ | ------------------ | ------------------ | ------------------ | ---------------------- | ------------------ |
| 2001               | 8 июля             | Эдди Чивер-младший | Dallara            | Infiniti           | Team Cheever           | Отчёт              |
| 2002               | 7 июля             | Айртон Даре        | Dallara            | Chevrolet          | A.J. Foyt Enterprises  | Отчёт              |
| 2003               | 6 июля             | Брайан Херта       | Dallara            | Honda              | Andretti Green Racing  | Отчёт              |
| 2004               | 4 июля             | Бадди Райс         | G-Force            | Honda              | Rahal Letterman Racing | Отчёт              |
| 2005               | 3 июля             | Тони Канаан        | Dallara            | Honda              | Andretti Green Racing  | Отчёт              |
| 2006               | 2 июля             | Сэм Хорниш-младший | Dallara            | Honda              | Team Penske            | Отчёт              |
| 2007               | 29 апреля          | Дэн Уэлдон         | Dallara            | Honda              | Chip Ganassi Racing    | Отчёт              |
| 2008               | 27 апреля          | Дэн Уэлдон         | Dallara            | Honda              | Chip Ganassi Racing    | Отчёт              |
| 2009               | 26 апреля          | Скотт Диксон       | Dallara            | Honda              | Chip Ganassi Racing    | Отчёт              |
| 2010               | 1 мая              | Скотт Диксон       | Dallara            | Honda              | Chip Ganassi Racing    | Отчёт              |

### Этапы чемпионата AAA
Впервые гонки инди-/чампкаров в метропольной зоне Канзас-Сити были проведены в 1922—1924, те соревнования проводились на ныне несуществующем треке Kansas City Speedway в Канзас-Сити. AAA провела за это время на треке длиной 1,25 мили 4 гонки.
Последняя гонка была прервана на 60 % изначальной дистанции из-за повреждения полотна. Позже ассоциация так и не вернулась на тот автодром.
| Сезон | Дата        | Дистанция | Победитель     | Машина |
| ----- | ----------- | --------- | -------------- | ------ |
| 1922  | 17 сентября | 300 миль  | Томми Милтон   | Miller |
| 1923  | 4 июля      | 250 миль  | Эдди Хирн      | Miller |
| 1923  | 21 октября  | 250 миль  | Гарлан Фенглер | Miller |
| 1924  | 4 июля      | 150 миль  | Джимми Мёрфи   | Miller |

### Этапы чемпионата Indy Pro Series/Indy Lights
| Сезон                                     | Дата                    | Победитель              |
| CART Indy Lights Series                   | CART Indy Lights Series | CART Indy Lights Series |
| ----------------------------------------- | ----------------------- | ----------------------- |
| 2001                                      | 8 июля                  | Кристиан Колби          |
| IRL Indy Pro/Firestone Indy Lights Series |                         |                         |
| 2002                                      | 7 июля                  | Эй-Джей Фойт IV         |
| 2003                                      | 6 июля                  | Марк Тейлор             |
| 2004                                      | 3 июля                  | Тьягу Медейруш          |
| Без гонок серии в 2005—2007 годах.        |                         |                         |
| 2008                                      | 27 апреля               | Джей-Ар Хильдебранд     |
| 2009                                      | 26 апреля               | Себастьян Сааведра      |
| Без гонок серии в 2010 году.              |                         |                         |